# Ice Age: Dawn of the Dinosaurs
Ice Age: Dawn of the dinosaurs, ook bekend als Ice Age 3, is een Amerikaanse computeranimatiefilm uit 2009. Het is het vervolg op Ice Age: The Meltdown. Het verhaal gaat verder waar de laatste film eindigde. Het vervolg, genaamd Ice Age: Continental Drift ging op 12 juli 2012 in première.
De film werd waar mogelijk in RealD uitgebracht, en was dus in 3D te zien.

## Verhaal
Ellie en Manny verwachten binnenkort hun eerste kind. Manny wil koste wat het kost een perfect en veilig leven voor zijn gezin, waar zijn vorige ervaring met zijn ouders rampzalig afliep. Ondertussen is Diego van mening dat zijn verblijf bij Manny en Sid hem tot een doetje maakt en hij zijn jachtinstincten verliest. Hij besluit de groep te verlaten. Sid, die jaloers is op Manny en Ellie, wil ook graag een gezin stichten. Hij vindt drie schijnbaar verlaten eieren in een ondergrondse grot en neemt ze mee. Tot ieders verbazing komen uit de eieren Tyrannosaurus-jongen.
Hoewel Sid zijn best doet de drie dinosauriërs op te voeden, jaagt hun gedrag alle andere dieren schrik aan. Ook vernielen de drie een speelplaats die Manny had gebouwd voor zijn kind. Dan duikt een volwassen Tyrannosaurus op, van wie de eieren blijkbaar waren. Ze neemt haar jongen en Sid mee naar een ondergrondse wereld, een jungle waar nog andere types dinosauriërs leven. Manny, Ellie, Crash en Eddie, later gevolgd door Diego, volgen hen. In de ondergrondse wereld worden ze aangevallen door een Ankylosaurus, maar gered door Buckminster(Buck), een wezel. Hij woont al een tijdje in deze jungle en jaagt op Rudy, een albino Suchomimus omdat hij door Rudy’s toedoen een oog is kwijtgeraakt. Hij stemt toe de groep naar Sid te brengen.
Sid en de Tyrannosaurus proberen elkaar te overtreffen met het opvoeden van de jongen. Sid faalt bij elke test, maar wordt desondanks wel in de groep opgenomen. De volgende dag raakt hij hen echter kwijt door een aanval van Rudy.
Op weg naar Sid wordt Ellies jong geboren. Ellie en Manny noemen hun nieuwe dochter Peaches, vernoemd naar de perzik. Sid wordt gevonden en gered van een stroom lava. Voordat de groep de jungle kan verlaten, valt Rudy hen weer aan. Buck lokt Rudy weg van de groep, en wordt bijna opgegeten. Diego komt tussenbeide en redt hem op het laatste moment. Ook de Tyrannosaurus en haar jongen komen de groep te hulp. Rudy wordt van een klif gegooid, maar overleeft het incident.
Buck leidt de groep terug naar de bovenwereld, maar besluit zelf in de jungle te blijven om op Rudy te blijven jagen. De toegang tot de jungle wordt afgesloten. Diego komt terug op zijn eerdere beslissing en voegt zich weer bij de groep.
Net als in de vorige twee films bevat deze film ook een subplot rondom de sabeltandeekhoorn Scrat en diens eikel. Hij ontmoet in de ondergrondse jungle een vrouwelijke soortgenoot genaamd Scratte, op wie hij meteen verliefd wordt. Hij richt zijn aandacht zelfs even op haar in plaats van op zijn eikel, tot hij op den duur genoeg van haar krijgt. Uiteindelijk verliest Scrat zowel zijn eikel als Scratte, en wordt door een vulkaanexplosie terug naar de bovenwereld gestuurd.

## Rolverdeling

### Engelse stemmen
- Manny de mammoet (Ray Romano)
- Sid de luiaard (John Leguizamo)
- Diego de sabeltandtijger (Denis Leary)
- Scrat de eekhoorn (Chris Wedge)
- Scratte, de vriendin van Scrat (Karen Disher)
- Eddie en Crash (Josh Peck & Seann William Scott)
- Ellie de mammoet (Queen Latifah)
- Buck de wezel (Simon Pegg)

### Nederlandse stemmen
- Manny de mammoet (Jack Wouterse)
- Sid de luiaard (Carlo Boszhard)
- Diego de sabeltandtijger (Filip Bolluyt)
- Scrat de eekhoorn (Chris Wedge) (zelfde stem als in de originele versie)
- Scratte, de vriendin van Scrat (Karen Disher) (zelfde stem als in de originele versie)
- Eddy (Tygo Gernandt)
- Crash (Tony Neef)
- Ellie de mammoet (Daphne Bunskoek)
- Buck de wezel (Humberto Tan)
- Baby Dinosaurus (Carlos Saldahna)
- Baby Dinosaurus Dialoog (Hilde de Mildt en Jary Beekhuizen)
- Overige (Anne Divdson, Tara Hetharia, Jary Beekhuizen, Christian Nieuwenhuizen, Florus van Rooijen, Anneke Beukman en Rogier Komproe)

### Vlaamse stemmen
- Manny de mammoet (Tom Van Dyck)
- Sid de luiaard (Chris Van den Durpel)
- Diego de sabeltandtijger (Lucas Van den Eynde)
- Scrat de eekhoorn (Chris Wedge) (zelfde stem als in de originele versie)
- Scratte, de vriendin van Scrat (Karen Disher) (zelfde stem als in de originele versie)
- Eddy (Jelle De Beule)
- Crash (Rik Van Geel)
- Ellie de mammoet (Tania Van der Sanden)
- Buck de wezel (Herwig Ilegems)

## Achtergrond

### Ontvangst
De film werd met gemengde reacties ontvangen. Op 12 augustus scoorde de film op Rotten Tomatoes 44% aan positieve beoordelingen. Onder de professionele filmcritici van Rotten Tomatoes scoort de film 37% aan positieve beoordelingen. De Nederlandse filmcritici waren grotendeels positief over de film.
Filmcriticus Roger Ebert beoordeelde de film echter als de beste van de drie Ice Age-films, en gaf de film 3,5 uit 4 sterren.
Op de eerste dag bracht de film in 4099 bioscopen $13.791.157 op. Na vijf dagen bedroeg de totale opbrengst 30 miljoen dollar. De film werd daarmee 20th Century Fox' best verkochte film van 2009.

### Computerspel
Ice Age: Dawn of the Dinosaurs verscheen tevens als computerspel voor Nintendo DS, Wii, PlayStation 3, PlayStation 2, Xbox 360 en pc.